# Andrea Tovar
 (mars 2017).
Si vous disposez d'ouvrages ou d'articles de référence ou si vous connaissez des sites web de qualité traitant du thème abordé ici, merci de compléter l'article en donnant les références utiles à sa vérifiabilité et en les liant à la section « Notes et références ».
Jealisse Andrea Tovar connue sous le nom d'Andrea Tovar, née le 3 septembre 1993 à Quibdó, dans le Chocó, est une mannequin et reine de beauté colombienne. 
Elle a été élue Miss Colombie le 16 novembre 2015 et a aussi participé au concours de Miss Univers 2016 dans lequel elle a fini en 3e position (2e dauphine).

## Biographie
Née à Quibdó, fille d'un médecin (Antonio José Tovar Mendoza) et d'une gérante d'entreprise (Xenia Rosa Velasquez Salcedo), elle est étudiante en design industriel et en production d'image photographique à l'université Jorge Tadeo Lozana (es) à Bogota. Elle souhaite « travailler pour protéger l'environnement ».

### Vie privée
Elle est mariée et a deux enfants.

## Participation aux concours de beauté

### Miss Colombie 2015-2016
En 2014 elle a été élue Miss Chocó, cependant Lliam Zapata Jensen a aussi été élue Miss Chocó dans un autre concours, c'est pourquoi elle a dû reporter sa participation au concours de Miss Colombie jusqu'en 2015. Puis c'est en 2015 qu'elle est élue Miss Colombie et qu'elle obtient le prix des plus belles jambes au centre des conventions Julio César Turbay Ayala de Carthagène des Indes.
Elle est la deuxième Miss Chocó à gagner le concours de Miss Colombie et la deuxième Miss Colombie d'origine afro-colombienne après Vanessa Mendoza (es) (Miss Colombie 2001 (en)). C'est aussi la Miss Colombie qui a gardé son titre le plus longtemps (16 mois et 4 jours).
En effet, les nouvelles directives de la compagnie WME/IMG qui s'occupe du concours Miss Univers, stipulent qu'aucun pays qui participe au concours international ne peut avoir deux Miss qui arborent le même titre national au même moment. C'est pourquoi le concours Miss Colombie qui devait normalement avoir lieu le 14 novembre 2016 a été reporté au 20 mars 2017, car le concours de Miss Univers 2016 s'est déroulé le 29 janvier 2017.
Ainsi, elle est la seule Miss à avoir représenté son pays durant trois ans dans l'histoire du concours de Miss Colombie, ce qui lui donne le titre de Miss Colombie 2015-2017.

### Miss Univers 2016
Le concours de Miss Univers a eu lieu le 29 janvier 2017. Elle y a fini deuxième dauphine, perpétuant ainsi pour la 3e année consécutive la place en finale de la Colombie au concours.